# 袴谷亮介
袴谷 亮介（はかまや りょうすけ、1988年11月1日 - ）は、日本の元男子バレーボール選手である。

## 来歴
岐阜県羽島市出身。12歳の頃、母と兄の影響を受けてバレーボールを始める。
岐阜県立岐南工業高等学校を経て日本体育大学に進学。2007年、2008年には全日本インカレ優勝に貢献した。
岐阜県立岐阜本巣特別支援学校に勤務していた2012年、地元岐阜県で行われたぎふ清流国体（第67回国民体育大会）では岐阜県選抜のメンバーとして出場。同年、ジェイテクトSTINGSに入団。
ポジションは基本的にオポジットだが、ミドルブロッカーとしてプレーすることもある。サーブが良く、相手に警戒されることもある。
2023年1月7日、V1男子の大分三好ヴァイセアドラー戦でVリーグ通算230試合出場を達成し、シーズン終了後にVリーグ栄誉賞を受賞した。
2022-23シーズンをもって、現役を引退した。

## 所属チーム
- 岐阜県立岐南工業高等学校
- 日本体育大学 （2007-2011年）
- ジェイテクトSTINGS（2012-2023年）

## 受賞歴
- 2023年 - 2022-23 V.LEAGUE DIVISION1 MEN Vリーグ栄誉賞